# ادی آلبرت
ادی آلبرت (انگلیسی: Eddie Albert؛ ۲۲ آوریل ۱۹۰۶ – ۲۶ مهٔ ۲۰۰۵) هنرپیشه، خواننده، افسر و زنبوردار اهل ایالات متحده آمریکا بود. آلبرت در سریال پلیسی سوئیچ در نقش کارآگاه مک برایت به همراه رابرت واگنر در نقش کارآگاه پیت رایان بازی کرده‌است.

## مرگ
آلبرت  به بیماری آلزایمر مبتلا شد.  پسرش حرفه بازیگری خود را کنار گذاشت تا از پدرش مراقبت کند. آلبرت تا اندکی قبل از مرگش به طور منظم ورزش می کرد. در نهایت، در پاسیفیک پالیسیدز کالیفرنیا بر اثر ذات الریه درگذشت. 

## گزیده فیلمشناسی
او جمعاً در ۹۲ فیلم بازی کرد.

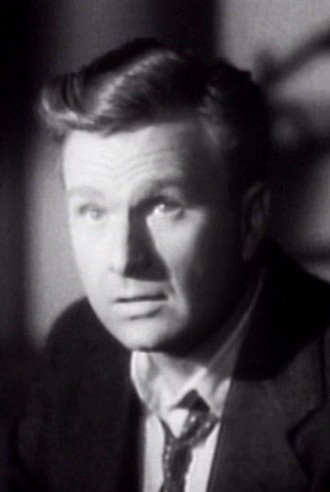

از فیلم‌ها یا برنامه‌های تلویزیونی که وی در آن نقش داشته‌است می‌توان به آثار زیر اشاره کرد.
- عشق من بازگشت (۱۹۴۰)
- حادثه، داستان یک زن (۱۹۴۷)
- کری (فیلم ۱۹۵۲) (۱۹۵۲)
- تعطیلات رمی (۱۹۵۳)
- اکلاهما! (فیلم ۱۹۵۵) (۱۹۵۵)
- فردا گریه خواهم کرد (فیلم) (۱۹۵۵)
- حمله (۱۹۵۶) (۱۹۵۶)
- خورشید همچنان می‌درخشد (فیلم ۱۹۵۷) (۱۹۵۷)
- خیابان مدیسون (فیلم) (۱۹۶۱)
- طولانی‌ترین روز (فیلم) (۱۹۶۲)
- کاپیتان نیومن ام.دی. (۱۹۶۳)
- یاغی‌ها (۱۹۶۴)
- ۷ زن (۱۹۶۶)
- کودک دل‌شکسته (فیلم ۱۹۷۲) (۱۹۷۲)
- طولانی‌ترین فاصله (فیلم ۱۹۷۴) (۱۹۷۴)
- باران شیطان (۱۹۷۵)
- کنکورد … فرودگاه ۷۹ (۱۹۷۹)
- احمق در اطراف (۱۹۸۰)
- دیروز (فیلم ۱۹۸۱) (۱۹۸۱)
- ستوان کلمبو (۱۹۷۱)
- چگونه بر هزینه‌های بالای زندگی غلبه کنیم (۱۹۸۰)
- دفتر مرکزی (۱۹۸۵)
- جنگ و یادبود (مینی‌سریال) (۱۹۸۸)